# محمد اصفهانی
محمدمهدی واعظی معروف به محمد اصفهانی (زادهٔ ۱۴ تیر ۱۳۴۵) خواننده و آهنگساز پاپ و سنتی ایرانی است. او دارای گواهینامه درجه یک هنری در رشته خوانندگی موسیقی سنتی ایرانی است. او از خانواده‌ای اصالتاً اصفهانی در تهران به دنیا آمد. محمد اصفهانی از دانشگاه علوم پزشکی ایران در سال ۱۳۷۶ فارغ‌التحصیل شد. او با بهره‌مندی از مکتب محمدرضا شجریان و علی جهاندار موسیقی ایرانی را آموخت. اصفهانی ابتدا با اجرای آثاری روی اشعار شعرای معاصر مانند فریدون مشیری و همچنین اجرای تیتراژ سریال، پا به عرصه خوانندگی گذاشت. اصفهانی به عنوان بهترین خواننده پاپ دهه ۱۳۸۰ از سوی مجله ترانه‌ ماه و به عنوان بهترین خواننده تیتراژ سال ۱۳۹۱ از طرف موسیقی ما به خاطر تیتراژ سریال یه تیکه زمین انتخاب شد.
او در سال ۱۳۷۳ به عنوان اولین تجربه کاری خود تیتراژ سریال آوای فاخته با ترانه‌سرایی ساعد باقری و کارگردانی بهمن زرین‌پور را به عنوان اولین تیتراژ اجرا کرد که از شبکه ۱ پخش شد. او تا به امروز بیش از ۱۵ تیتراژ سریال‌های تلویزیونی و فیلم‌های سینمایی را اجرای نموده که از این مجموعه می‌توان به تیتراژ سریال‌های یه تیکه زمین، ارمغان تاریکی، ولایت عشق، زیر هشت، تا ثریا، معصومیت ازدست‌رفته، آخرین دعوت، پهلوانان نمی‌میرند، وفا و فیلم سینمایی بوسیدن روی ماه و اخراجی‌ها اشاره کرد.
محمد اصفهانی ۱۴ آلبوم منتشر کرده است. او در آلبوم‌های خود با موسیقی‌دانانی همچون همایون خرم، بابک بیات، فریدون شهبازیان کار کرده است. در میان آلبوم‌های او، آلبوم النور اولین آلبوم او بود که بدون موسیقی منتشر شد که شامل مجموعه ادعیه، مناجات و تواشیح است، که تک‌خوان آن عباس سلیمی و محمد اصفهانی هستند و با گروه تواشیح اهل بیت ضبط شده است و سه آلبوم تنهاترین سردار، ولایت عشق و اخراجی‌ها به ترتیب موسیقی متن سریال‌های تنهاترین سردار، ولایت عشق و فیلم سینمایی اخراجی‌ها است و آلبوم تنها ماندم، آلبوم باسازی‌شده از هفت اثر خاطره‌انگیز و ماندگار با آهنگسازی همایون خرم است و آلبوم نون و دلقک در مورد چارلی چاپلین است که به دلیل پرداختن به مسائل اجتماعی در آن زمان بسیار مورد توجه واقع شد به‌طوری که طبق آمار وزارت فرهنگ و ارشاد اسلامی پرفروش‌ترین آلبوم موسیقی پاپ تا به امروز در ایران است. آلبوم حسرت که با ملودی خود او و تنظیم فؤاد حجازی تهیه شد نیز به علت پخش هم‌زمان نماهنگ آن در صدا و سیما به فروش بالایی دست یافت. 
بی‌واژه یکی دیگر از آثار اصفهانی است که در ۱۲ اردیبهشت ۱۳۹۰ برابر توسط شرکت نشر موسیقی ایران‌گام انتشار یافت؛ بی‌واژه در فضایی کاملاً جدید منتشر شد و با نماهنگی دربارهٔ علی بن موسی الرضا همراه بوده که در این آلبوم منتشر شده است. شرکت پخش‌کننده آلبوم اعلام کرده است که در ۲ هفته اول انتشار این اثر ۲۰۰٬۰۰۰ هزار نسخه از آن فروش رفته است. اصفهانی در سال ۱۳۹۳ نیز آلبومی ۵ قطعه‌ای به نام شِکوه با موضوعیت «هشت سال دفاع مقدس» منتشر کرد که آهنگسازهای آن‌ها به عهدهٔ کسانی چون مجید اخشابی، علیرضا کهن‌دیری و پدرام کشتکار، و شعر ترانه‌ها از کسانی چون سید روح‌الله خمینی، سید حسن حسینی و عبدالجبار کاکایی بود.

## زندگی

### زندگی شخصی

#### ۱۳۴۵ تا ۱۳۷۳: اوایل زندگی تا شروع کار حرفه‌ای
محمدمهدی واعظی در ۱۴ تیر ۱۳۴۵ در خیابان ۱۷ شهریور تهران به دنیا آمد. پدر او محمدعلی واعظی، پزشکی بود که مدتی کوتاه پس از انقلاب نیز استانداری اصفهان به عهده او بود، اصالتی اصفهانی داشت و مادر او نیز متولد تهران بود. محمدمهدی تحصیلات ابتدایی و دبیرستان را در مدرسه علوی به پایان برد و در مسابقات قرآن قبل از انقلاب در رده نوجوانان مقام کسب کرد. به خاطر کسب مقام در مسابقات قرآن قرار شد به کویت اعزام شود که این سفر به خاطر مخالفت مادرش لغو شد. او از اوایل کودکی قرائت قرآن کریم را به سه روایت نزد استادان وقت آموخته و از شیوه‌های مختلف این فن به ویژه شیوه مصطفی اسماعیل بهره‌مند شده است. محمدمهدی به دانشکده پزشکی دانشگاه علوم پزشکی ایران راه یافت و در سال ۱۳۷۶ فارغ‌التحصیل شد. وی متأهل است و سه فرزند دارد.

#### ورود روح‌الله خمینی
۱۲ بهمن ۱۳۵۷، مراسم استقبال از خمینی با حضور هزاران نفر از مردم سراسر ایران در فرودگاه مهرآباد تهران، برگزار شد. در این مراسم تلاوت آیات قرآن توسط محمد اصفهانی که توسط حمید شاهنگیان برای تلاوت قرآن هنگام ورود خمینی به فرودگاه مهرآباد انتخاب شد،
گفته‌های زهرا شجاعی رئیس سازمان مشارکت زنان را از ۱۲ بهمن سال ۱۳۵۷ این‌گونه است:
«روزی که قرار بود امام وارد ایران شود، دوازدهم بهمن، کمیته‌ای برای استقبال اولیه از ایشان در فرودگاه شکل گرفت. کمیته، نمایندگانی از قشرها مختلف مردم را برای حضور در سالن فرودگاه انتخاب کرد. از میان دانشجویان نیز ۱۵۰ نفر انتخاب شدند، از هر دانشکده‌ای یک خانم و یک آقا انتخاب می‌شد. من هم به عنوان نماینده خانم دانشکده خودمان برای استقبال انتخاب شدم و مهندس علاقه‌مندان از میان آقایان، دانشجویان و دانش‌آموزان چون از نظر سنی از همه کوچکتر بودند، به بالکن برده شدند، اتفاقاً بالکن مشرف به سالن بود. اول قرآن توسط دکتر محمد اصفهانی‌واعظی که آن موقع ۱۲ ساله بود، قرائت شد و بعد پیام دانشجویان اجرا شد. آنگاه سرود خمینی ای امام را دانشجویان و دانش‌آموزان اجرا کردند.»

#### دخترخاله محمد اصفهانی
محمد اصفهانی در مراسم روز جهانی بهداشت سال ۱۳۹۱ ضمن اجرای آهنگ گفت:
«خانم دستجردی به خانواده ما محبت بسیاری دارند و به من خیلی کمک کرده‌اند و در دوران بیماری مادرم نیز همراهی و کمک زیادی داشتند. ما نسبت فامیلی با خانم دکتر داریم و مادر بنده، خاله خانم وزیر بهداشت هستند.»
مرضیه وحید دستجردی اولین وزیر زن جمهوری اسلامی ایران، فرزند سیف‌الله وحید دستجردی رئیس پیشین هلال احمر است و الهه وحید دستجردی، رئیس دانشکده دندانپزشکی دانشگاه علوم پزشکی شهید بهشتی و رئیس کلینیک دندانپزشکی خبرنگاران، نیز خواهر وزیر بهداشت است. مرضیه وحید دستجردی اگر چه در تهران متولد شده است اما خانواده او اصالتاً اصفهانی هستند.

### زندگی حرفه‌ای

#### ۱۳۷۳ تا ۱۳۷۷: شروع کار حرفه‌ای
اصفهانی آواز را با بهره‌مندی از مکتب محمدرضا شجریان و علی جهاندار موسیقی ایرانی آموخت. او در سال ۱۳۷۳ به عنوان اولین تجربه کاری خود تیتراژ سریال آوای فاخته با ترانه‌سرایی ساعد باقری و کارگردانی بهمن زرین‌پور را به عنوان اولین تیتراژ اجرا کرد که از شبکه ۱ پخش شد، سپس از اساتیدی چون همایون خرم، فریدون شهبازیان و بابک بیات در زمینه تصنیف‌خوانی، ترانه و زیبایی‌شناسی در الحان موسیقی ملی ایران بهره‌برد. اصفهانی ابتدا با اجرای آثاری روی اشعار شعرای معاصر مانند فریدون مشیری و همچنین اجرای تیتراژ سریال، پا به عرصه خوانندگی گذاشت. هر ترانه‌ای که برای سریال‌ها خوانده شود، بعد از پایان آن در اولین اثر صوتی وی نیز منتشر می‌شد.

#### ۱۳۷۷: آلبوم حسرت
استقبال از موج نو پاپ در بین مردم و علی‌الخصوص نسل جوان، باعث اقبال بعضی خوانندگان طیف سنتی نیز به این فرم شد. حاصل این همکاری‌ها در مورد محمد اصفهانی منجر به تولید آلبوم‌هایی همچون حسرت که در سال ۱۳۷۷ توسط پیام اسلام منتشر شد، گردید که به علت پخش هم‌زمان ویدئوکلیپ آن در صدا و سیما به فروش و محبوبیت بالایی دست یافت. در ابتدا، صدا و سیما نیز، راساً، اقدام به انتشار تک‌ترانه‌های این نسل در مجموعه یک آلبوم می‌کرد. در مصاحبهٔ غلام علمشاهی با موسیقی ما او می‌گوید که «آلبوم «حسرت» آقای اصفهانی حدود یک میلیون و پانصد هزار کاست فروش رفت و حدود صد هزار نسخه هم سی‌دی این آلبوم فروش رفت» و همچنین می‌گوید که اثر حسرت اصفهانی، پس از آلبوم دهاتی شادمهر عقیلی، جز پرفروش‌ترین آلبوم‌های آن زمان بود.

#### ۱۳۷۹: آلبوم تنها ماندم
اصفهانی به بازخوانی برخی آثار همایون خرم در آلبوم تنها ماندم که در سال ۱۳۷۹ منتشر شد و ترانه‌هایی همچون غوغای ستارگان دست زد.

#### ۱۳۸۱: آلبوم نون و دلقک
تولید اثر نون و دلقک در سال ۱۳۸۱ و کلیپ تصویری آن روی تصاویری از هنرمند کمدی چارلی چاپلین باعث انتقادات فراوانی شد. همایون خرم و بابک بیات نیز در این آلبوم با اصفهانی همکاری داشتند.

#### ۱۳۸۱ تا ۱۳۸۴: آلبوم برکت
آلبوم برکت در مهر ۱۳۸۴ برابر با اکتبر ۲۰۰۵ انتشار یافت.
نماهنگ در این آلبوم قرار داده شده که مربوط به قطعه با تو است.

#### ۱۳۸۴ تا ۱۳۹۰: آلبوم بی‌واژه
بی‌واژه یکی دیگر از آثار اصفهانی در ۱۲ اردیبهشت ۱۳۹۰ برابر با ۲ مه ۲۰۱۱ توسط شرکت نشر موسیقی ایران‌گام انتشار یافت. در آلبوم بی‌واژه آهنگ‌سازانی همچون پویا نیکپور، تویجان آتابای، پدرام کشت‌کار پوریا حیدری، علیرضا کهن‌دیری و آریا عظیمی‌نژاد حضور دارند. ترانه‌ها نیز توسط ترانه‌سرایانی چون اهورا ایمان، ترانه مکرم، مرجان محمدی، عبدالجبار کاکایی، رؤیا میرفخرایی و علی معلم سروده شده است. بی‌واژه آخرین آلبوم محمد اصفهانی در فضایی کاملاً جدید منتشر شد. چند اثر در استانبول ترکیه ضبط شده است. قطعات ترکی استانبولی است که همه‌شان ساخته تویجان نیازی آهنگساز ترک است که به همراه تیمش قطعاتی چون غم دوری، اگه باشی و فردای پنهانی را آهنگسازی کرده است. در این آلبوم دو قطعه نیز از تیتراژ دو سریال رستگاران و شکرانه به عاریت گرفته شده است. بی‌واژه با نماهنگی دربارهٔ علی بن موسی الرضا همراه بوده که در این آلبوم منتشر شده است. شرکت پخش‌کننده آلبوم اعلام کرده است که در ۲ هفته اول انتشار این اثر ۲۰۰٬۰۰۰ هزار نسخه از آن فروش رفته است.

#### ۱۳۹۳: آلبوم شکوه
شِکوه، چهاردهمین آلبوم محمد اصفهانی است که در شامگاه ۱۱ خرداد ۱۳۹۳ در برج میلاد، هم‌زمان با بیست و پنجمین سالگرد درگذشت روح‌الله خمینی رونمایی شد. طبق اعلام قبلی شرکت منتشرکنندهٔ اثر؛ آوای هنر، قرار شد که آلبوم در هشتم دی‌ماه ۱۳۹۳ منتشر شود اما در نهایت با یک روز تأخیر در ۹ دی‌ماه ۹۳ توسط آوای هنر و پخش هنر اول منتشر شد. این آلبوم ۵ قطعه دارد که این ۵ قطعه، قاب، دیدار، سراب، ابر و ماهیا نام دارند که در قالب پکیجی با دو دیسک ارائه می‌شود که حاوی یک سی‌دی صوتی و یک دی‌وی‌دی تصویری که شامل کلیپ ترانه‌ها است. آهنگ ترانه‌های قاب و سراب را علیرضا کهن‌دیری، دیدار و ابر را مجید اخشابی و ماهی‌ها را پدرام کشتکار آهنگ‌سازی کرده‌اند.

#### کنسرت‌ها

##### رهبری ارکسترهای پاپ
رهبری ارکسترهای پاپ محمد اصفهانی را به ترتیب فؤاد حجازی، بهروز صفاریان و پویا نیک پور (به مدت ۱۰ سال) بر عهده داشته‌اند؛ در حال حاضر رهبری ارکستر پاپ بر عهده امیر فتحی است.

##### کنسرت با رهبری پویا نیکپور
محمد اصفهانی در سالن همایش‌های برج میلاد تهران به روی صحنه رفت. محمد اصفهانی به رهبری ارکستر پویا نیکپور و میزبانی مؤسسه آوای هنری پنجشنبه ۱۳ تیر ماه ۱۳۹۲ در دو سانس ۱۸:۰ و ۲۱:۳۰، با حضور رضا صادقی، پدرام کشتکار، آریا عظیمی‌نژاد و روزبه بمانی به اجرای برنامه پرداخت. کنسرت محمد اصفهانی هم‌زمان شده بود با شب تولد این خواننده بزرگ ایرانی. پس از اجرای آخرین سانس کنسرت در پشت صحنه با حضور اعضای ارکستر و مهمانان برنامه جشن تولدی برای محمد اصفهانی برگزار شد. حسرت، آفتاب مهربانی، ملا ممد جان، دل بردی از من به یغما، سیاه و سپید و ولایت عشق از جمله آثاری بودند که در این قطعه تلفیقی برای مخاطبان اجرا شد.دلواپسی، نون و دلقک، آسیمه‌سر، تیتراژ سریال تکیه بر باد و من و دریا قطعات دیگری بودند که در کنسرت ۱۳ تیرماه محمد اصفهانی اجرا شدند.
اصفهانی برای اولین بار قطعه جدایی را به صورت زنده اجرا کرد. این آهنگ یکی از آثار بابک بیات است و بابک صحرایی هم ترانه آن را سروده که پیش از این توسط یکی از خواننده‌های قدیمی ایرانی یعنی معین، خوانده شده است. بابک صحرایی در صفحه شخصی‌اش در فیس‌بوک دربارهٔ این اجرا نوشت: «این اجرا با رضایت قلبی من، خانواده بابک بیات و معین همیشه بزرگ انجام شد. به دعوت محمد اصفهانی با وجود مشغله کاری فراوان در سانس اول کنسرت نیز حضور پیدا کردم و محمد اصفهانی بسیار زیبا و دلنشین این قطعه را اجرا کرد. محمد اصفهانی جدا از آن که یکی از بهترین و تواناترین خواننده‌های تاریخ موسیقی ایران است یکی از شریف‌ترین و اصیل‌ترین هنرمندان این سرزمین است.»

##### کنسرت با رهبری میثم مروستی
کنسرت محمد اصفهانی به سرپرستی میثم مروستی و با حضور ۴۰ نوازنده از بهترین نوازندههای ایران و ترکیه توسط مؤسسه آوای هنر در ۱۳ و ۱۴ مرداد ۸۹ در تالار وزارت کشور برگزار شد. اولین شب کنسرت در حالی برگزار شد که با یک ساعت تأخیر، در ساعت ۲۲ آغاز شد و ضعف صدابرداری و ناهماهنگی گروه در اجرای قطعات مشهود بود. در اواسط اجرای چند قطعهٔ ابتدایی بارها صداهای گوش خراشی به خاطر ضعف صدابرداری به گوش می‌رسید که کلاً صدای بعضی از سازها هم قطع شده بود، صدابرداری آنقدر پُر ایراد و فاجعه بود که بعضی از نوازندگان مخصوصاً مروستی و حتی اصفهانی در کارشان دچار اشکال و ناهماهنگی شدند و مخصوصاً در قطعات ابتدایی بارها فالش زدند و فالش خواندند و از ریتم انداختند. در این کنسرت اصفهانی گلچینی از آلبوم‌های قبلی اش به‌علاوهٔ ترانهٔ محمد سامی یوسف را به زبان انگلیسی و عربی اجرا کرد، که قبل از اینکه اصفهانی آخرین قطعه را اجرا کند، مردم از او خواستند که ترانه گل گلدون را بخواند که وی نیز با مشورت کردن با نوازندهٔ کیبوردش، تصمیم گرفت این ترانه را بدون تمرین و بداهه اجرا نماید که بعد از شروع نواختن کیبورد کم‌کم نوازنده‌های دیگر سازها هم شروع به نواختن کردند و این آهنگ به صورت کاملاً بداهه توسط اعضای گروه اجرا شد. آخرین ترانهٔ اجرا شده توسط اصفهانی ترانهٔ ای ایران ای مرز پرگوهر بود که مردم به احترام این ترانه از صندلی‌ها برخاستند که در هر دو قطعهٔ پایانی مردم با او همخوانی کردند.
اصفهانی و گروهش برخلاف اجرای شب اول، توانستند شب دوم را با موفقیت به پایان برسانند، در این کنسرت همایون خرم استاد موسیقی حضور داشت که بارها اصفهانی از او قدردانی کرد و حتی او را بر روی صحنه دعوت کرد و برای اجرای امشب در سر شوری دارم در کنار خود نشاند تا حق شاگردی را به جای آورد که خرم در صحبتی که بر روی صحنه انجام داد از اصفهانی تشکر کرد و گفت: «صدای اصفهانی بسیار خوب است و جلای دیگری به کارها می‌دهد، تنظیم و اداره ارکستر توسط مروستی هم خیلی خوب انجام شد.» محمد اصفهانی در مورد کنسرتش در تهران می‌گوید: «در کنسرت امسال که در ۱۴ و ۱۵ مرداد بعد از چهار سال برگزار می‌شود، ۱۴ قطعه از قطعات آلبوم‌های قبلی ام اجرا خواهد شد. همچنین در این کنسرت یک قطعه از سامی یوسف که خیلی به حسم نزدیک است به زبان انگلیسی و عربی اجرا خواهم کرد.»

##### کنسرت در ۲۹مین جشنواره موسیقی فجر
محمد اصفهانی در ۲۶ بهمن ۱۳۹۲ در ۲۹مین جشنواره موسیقی فجر در تالار وحدت در دو سانس و در ساعت‌های ۱۸:۱۵ و ۲۱ کنسرت موسیقی برگزار نمود. او قطعاتی از آخرین آلبومش یعنی بی‌واژه اجرا نمود.

## همکاری با ارکستر ملی ایران
با انتخاب فریدون شهبازیان به عنوان رهبر جدید ارکستر ملی ایران، محمد اصفهانی به عنوان خواننده ارکستر ملی معرفی شد.
ارکستر ملی ایران در ۳۱ و ۱ اردیبهشت اولین اجرای سال ۹۶ خود را آغاز کرد که چهار قطعه بی کلام از ساخته‌های فریدون شهبازیان و اوج آسمان، تنها ماندم، روزی تو خواهی آمد، تو ای پری کجایی، مهر و ماه از آلبوم تنها ماندم، ای تو همیشه در میان از آلبوم ماه غریبستان و افسانه از آلبوم هفت‌سین توسط محمد اصفهانی اجرا شد.

## جایزه‌ها و افتخارات
- دریافت جایزه اخلاق و نیایش از نگاه فرهنگ و پژوهش از سوی سید محمد خاتمی[۹۰][۹۱]
- مجله ترانه‌ماه:

بهترینهایی که محمد اصفهانی در آن‌ها حضور دارد به عبارت زیر است:
- بهترین قطعه پاپ‌سنتی:

1. آسیمه‌سر از آلبوم نون و دلقک محمد اصفهانی

- قطعه هیت دهه:

1. گل هیاهو از فریدون آسرایی و نون و دلقک از محمد اصفهانی
2. وایسا دنیا رضا صادقی و منو ببخش ناصر عبداللهی

- بهترین خواننده:

1. محمد اصفهانی
2. رضا صادقی
3. مانی رهنما و احسان خواجه‌امیری

- موسیقی ما: محمد اصفهانی در نخستین جشن سالانه سایت موسیقی ما موفق به دریافت تندیس بهترین تیتراژ تلویزیونی سال ۹۱ به انتخاب کارشناسان شد،[۹۳][۹۴] این تیتراژ متعلق به تیتراژ سریال یه تیکه زمین است.[۹۵][۹۶] ترانه‌سرای قطعه یه تیکه زمین روزبه بمانی است و موسیقی و آهنگسازی آن نیز توسط علیرضا کهن‌دیری ساخته شده است.[۹۷]
- دریافت گواهینامه درجه یک هنری در رشته خوانندگی موسیقی ایرانی از سوی شورای عالی انقلاب فرهنگی و با امضا و تأیید نمایندگان وزارت ارشاد، وزارت علوم، سازمان برنامه و بودجه، نماینده فرهنگستان هنر و دبیر شورای ارزشیابی هنرمندان کشور[۹۸]

### جایزه بنیاد آکادمیک جهانی پروفسور یلدا
این مراسم که هرساله در اختتامیه کنگره بین‌المللی «تازه‌ترین دستاوردهای پژوهش در دانش پزشکی» برگزارمی‌شود، در آبان ۱۳۹۱ با حضور علیرضا یلدا، وزیر بهداشت، رئیس دانشگاه علوم پزشکی تهران، رئیس "بنیاد آکادمیک جهانی پروفسور علیرضا یلدا " و جمعی دیگر از استادان و محققان برجسته کشور در سالن ابن سینای دانشگاه علوم پزشکی تهران برگزار شد؛
برای نخستین بار برنده جایزه بخش فرهنگ و هنر بنیاد آکادمیک جهانی پروفسور یلدا به محمد اصفهانی اهدا شد.

### بهترین خوانندهٔ موسیقی پاپ
در مراسم اختتامیه سی و یکمین جشنواره موسیقی فجر با اعلام سالار عقیلی، جایزه بهترین خواننده موسیقی پاپ ایران به محمد اصفهانی اهدا شد. بعد از دریافت جایزه باربد از دست سالار عقیلی گفت: از تمام کسانی که در بازکردن راه باریکی که میان مردم باز کردم ممنونم از استاد ملک محمود مسعودی از استاد علی جهاندار که ردیف را پیش او آموختم و از دو اسطوره خودم یعنی ایرج و محمدرضا شجریان تشکر می‌کنم.

## ترانه‌شناسی
از محمد اصفهانی بیش از ۸۵ اثر موسیقی غیر آلبومی (تک آهنگ) منتشر شده که شامل تیتراژهای سریال‌های تلویزیونی و سینمایی، آکاپلا و … است.

### آلبوم‌های استودیویی
تمام آلبوم‌های محمد اصفهانی ۱۶ آلبوم است که از این میان سه آلبوم تنهاترین سردار، ولایت عشق و اخراجی‌ها به ترتیب موسیقی متن سریال‌های تنهاترین سردار، ولایت عشق و فیلم سینمایی اخراجی‌ها است، که با آهنگساز آن‌ها به ترتیب مجید انتظامی، بابک بیات، فریدون شهبازیان مشترک است و تماماً متعلق به محمد اصفهانی نیست. در خردادماه ۱۳۹۳ آلبوم تازه‌ای با نام شِکوه منتشر کرد.
فهرست این آلبوم‌ها به عبارت زیر است:
| ردیف | نام آلبوم      | تاریخ انتشار      | ناشر آلبوم  | توضیحات                                                                                    |
| ---- | -------------- | ----------------- | ----------- | ------------------------------------------------------------------------------------------ |
| ۱    | تنهاترین سردار | ۱۳۷۵              | سروش        | موسیقی متن سریال تنهاترین سردار با آهنگسازی مجید انتظامی                                   |
| ۲    | گلچین          | ۱۳۷۶              | سروش        | اولین آلبوم استودیویی مستقل                                                                |
| ۳    | حسرت           | ۱۳۷۷              | پیام اسلام  | دومین آلبوم استودیویی مستقل                                                                |
| ۴    | فاصله          | ۱۳۷۸، زمستان      | پیام اسلام  | سومین آلبوم استودیویی مستقل                                                                |
| ۵    | ولایت عشق      | ۱۳۷۹              | سروش        | موسیقی متن سریال ولایت عشق با آهنگسازی بابک بیات                                           |
| ۶    | النور          | ۱۳۷۹[۱۱۱]         | سروش        | مجموعه ادعیه، مناجات و تواشیح به همراهی عباس سلیمی                                         |
| ۷    | تنها ماندم     | ۱۳۷۹، دی          | پیام اسلام  | آلبوم باسازی‌شده از هفت اثر خاطره‌انگیز و ماندگار با آهنگسازی همایون خرم                     |
| ۸    | ماه غریبستان   | ۱۳۸۰، شهریور      | هم‌آواز آهنگ | آلبومی دربارهٔ علی بن ابی‌طالب                                                               |
| ۹    | نون و دلقک     | ۱۳۸۱              | ایران‌گام    | به گفته وزارت فرهنگ و ارشاد اسلامی، پرفروش‌ترین آلبوم موسیقی پاپ تا به امروز است.           |
| ۱۰   | هفت‌سین         | ۱۳۸۱              | مشکات       | مجموعهٔ هفت اثر کلاسیک ایرانی به آهنگ‌سازی کامبیز روشن‌روان                                   |
| ۱۱   | برکت           | ۱۳۸۴، مهر         | هم‌آواز آهنگ | آلبومی با همکاری چندین آهنگساز و چندین ترانه‌سرا                                            |
| ۱۲   | اخراجی‌ها       | ۱۳۸۶، فروردین     | ایران‌گام    | موسیقی متن فیلم سینمایی اخراجی‌ها به آهنگسازی فریدون شهبازیان                               |
| ۱۳   | حضور ۱         | ۱۳۸۶، ۸ دی        | هم‌آواز آهنگ | اولین آلبوم تصویری از کنسرت باغ غدیرِ اصفهان به رهبری بهروز صفاریان[۱۱۲]                    |
| ۱۴   | حضور ۲         | ۱۳۸۹، خرداد       | هنر اول     | دومین آلبوم تصویری از کنسرت سالن میلادِ تهران به رهبری پویا نیک‌پور[۱۱۳]                     |
| ۱۵   | بی‌واژه         | ۱۳۹۰، ۱۲ اردیبهشت | ایران‌گام    | -                                                                                          |
| ۱۶   | شِکوه           | ۱۳۹۳، ۹ دی        | آوای هنر    | آلبومی ۵قطعه‌ای به سفارش «مؤسسهٔ تنظیم و نشر آثار امام خمینی» با موضوعیت «هشت سال دفاع مقدس» |

### تیتراژ فیلم و سریال
| ردیف | نام اثر                              | ترانه‌سرا                                             | تنظیم‌کننده            | آهنگساز         | توضیحات |
| ۱    | آوای فاخته                           | ساعد باقری                                           | فریدون شهبازیان       | فریدون شهبازیان | تیتراژ سریال آوای فاخته / محصول سال ۷۳ شبکه ۱                                                                           |
| ۲    | تنهاترین سردار                       | محمود شاهرخی                                         | مجید انتظامی          | مجید انتظامی    | تیتراژ سریال تنهاترین سردار / ارائه شده در قالب موسیقی متن / محصول سال ۷۵ شبکه ۱                                        |
| ۳    | پهلوانان نمی‌میرند                    | مولوی                                                | بابک بیات             | بابک بیات       | تیتراژ سریال پهلوانان نمی‌میرند / محصول سال ۷۶ شبکه ۲                                                                    |
| ۴    | ولایت عشق                            | عبید زاکانی \| دعبل خزایی \| اکبر آزاد \| پیام پارسا | بابک بیات             | بابک بیات       | تیتراژ سریال ولایت عشق / ارائه شده در قالب موسیقی متن / محصول سال ۷۹ شبکه ۱                                             |
| ۵    | آتش و شبنم                           | پرویز وکیلی \| هوشنگ ابتهاج                          | ناصر چشم‌آذر           | ناصر چشم‌آذر     | تیتراژ سریال آتش و شبنم / محصول سال ۸۲ شبکه ۱                                                                           |
| ۶    | معصومیت از دست‌رفته                   | شهیار قنبری                                          | فریدون شهبازیان       | فریدون شهبازیان | تیتراژ سریال معصومیت ازدست‌رفته / محصول سال ۸۲ شبکه ۳                                                                    |
| ۷    | وفا                                  | اهورا ایمان                                          | علیرضا کهن‌دیری        | علیرضا کهن‌دیری  | تیتراژ سریال وفا / محصول سال ۸۵ شبکه ۳                                                                                  |
| ۸    | ستاره سهیل                           | افشین مقدم                                           | سید فؤاد حجازی        | سید فؤاد حجازی  | تیتراژ سریال ستاره سهیل / محصول سال ۸۶ شبکه سحر                                                                         |
| ۹    | باور نکن                             | اهورا ایمان                                          | حمیدرضا آداب          | علیرضا کهن‌دیری  | تیتراژ سریال شکرانه / محصول سال ۸۶ شبکه ۵                                                                               |
| ۱۰   | اخراجی‌ها                             | ناصر فیض                                             | فریدون شهبازیان       | فریدون شهبازیان | تیتراژ فیلم سینمایی اخراجی‌ها / ارائه شده در قالب موسیقی متن / محصول سال ۸۶                                              |
| ۱۱   | آخرین دعوت                           | عبدالجبار کاکایی                                     | آرمان موسی‌پور         | آرمان موسی‌پور   | تیتراژ سریال آخرین دعوت / محصول سال ۸۷ شبکه ۲                                                                           |
| ۱۲   | رستگاران                             | عبدالجبار کاکایی                                     | آریا عظیمی‌نژاد        | آریا عظیمی‌نژاد  | تیتراژ سریال رستگاران / محصول سال ۸۸ شبکه ۳                                                                             |
| ۱۳   | زیر هشت                              | اهورا ایمان                                          | آریا عظیمی‌نژاد        | آریا عظیمی‌نژاد  | تیتراژ سریال زیر هشت / محصول سال ۸۹ شبکه ۱                                                                              |
| ۱۴   | ارمغان تاریکی                        | عبدالجبار کاکایی                                     | فرید سعادتمند         | فرید سعادتمند   | تیتراژ سریال ارمغان تاریکی / محصول زمستان سال ۸۹ شبکه ۳                                                                 |
| ۱۵   | تا ثریا                              | اهورا ایمان                                          | آریا عظیمی‌نژاد        | آریا عظیمی‌نژاد  | تیتراژ سریال تا ثریا / محصول سال ۹۰ شبکه ۱                                                                              |
| ۱۶   | تکیه بر باد                          | روزبه بمانی                                          | بهروز صفاریان         | مهدی یغمایی     | تیتراژ سریال تکیه بر باد / محصول سال ۹۱ شبکه ۵                                                                          |
| ۱۷   | یه تیکه زمین                         | روزبه بمانی                                          | علیرضا کهن‌دیری        | علیرضا کهن‌دیری  | تیتراژ سریال یه تیکه زمین / محصول سال ۹۱ شبکه ۲                                                                         |
| ۱۸   | باب‌المراد                            | فیصل دویسان                                          | ستار اورکی            | ستار اورکی      | تیتراژ سریال باب‌المراد / محصول مشترک شش کشور سوریه، لبنان، عراق، کویت، بحرین و ایران توسط شرکت کویتی (میدل آپ پروداکشن) |
| ۱۹   | سبزه نوروز                           | سیاوش انور                                           | حمید اکبرزاده         | سیاوش انور      | تیتراژ ویژه برنامه تحویل سال ۹۴ شبکه ۳                                                                                  |
| ۲۰   | نفس                                  | عبدالجبار کاکایی                                     | علی مزیدی، حسین فروتن | فرید سعادتمند   | تیتراژ سریال نفس / محصول رمضان ۹۶ شبکه ۳                                                                                |
| ۲۱   | محاله عاشقم باشه                     | روزبه بمانی                                          | علیرضا کهن‌دیری        | علیرضا کهن‌دیری  | تیتراژ سریال رهایم نکن / محصول رمضان ۹۷ شبکه ۳                                                                          |
| ۲۲   | هوامو نداشتی                         | مهران حسینی                                          | مسعود سخاوت‌دوست       | مسعود سخاوت‌دوست | تیتراژ سریال دلدادگان / محصول سال ۹۷ شبکه ۳                                                                             |
| ۲۳   | حالا که اومدی                        | سیدجواد حسینی                                        | علی اخلاقی            | محسن یگانه      | تیتراژ سریال بوی باران / محصول سال ۹۸ شبکه ۱                                                                            |
| ۲۴   | به نگاهی                             | عباس محمدی                                           | بهروز صفاریان         | فرید سعادتمند   | تیتراژ سریال زمین گرم / محصول سال ۹۹ شبکه ۳                                                                             |
| ۲۵   | ایران                                | علی ایلیا                                            | بابک زرین             | بابک زرین       | تیتراژ فیلم سینمایی «مرد نقره‌ای»                                                                                        |
| ۲۶   | تا رسیدی                             | اهورا ایمان                                          | محمد فلاحی            | ستار اورکی      | تیتراژ پایانی سریال طوبی / محصول ۱۴۰۳ سیمافیلم - پخش از شبکه یک                                                         |
| ۲۷   | بمان با من (با همراهی بهروز صفاریان) | اهورا ایمان                                          | ستار اورکی            | ستار اورکی      | تیتراژ میانی سریال طوبی / محصول ۱۴۰۳ سیمافیلم - پخش از شبکه یک                                                          |

### نماهنگ

#### مثل گل
نماهنگ مثل گل به کارگردانی محمد قاسمیان و تهیه‌کنندگی علی اکبر کریمی در ویژه برنامه شب یلدا ۱۳۹۵ بر روی آنتن شبکه دو به نمایش درآمد.
این اثر در حمایت از بیماران مبتلا به آلزایمر ساخته شد.

### تک‌آهنگ‌ها
محمد اصفهانی تا به امروز بیش از ۷۰ تک‌آهنگ منتشر کرده است:

#### چنگ و نای
او در ۱۳۸۷ آهنگ «چنگ و نای» در رثای حسین بن علی (امام سوم شیعه) به آهنگسازی محمد بیگلری‌پور و شعر محمدعلی معلم دامغانی منتشر کرد.

#### غم غفلت
او در مهر ۱۳۹۱ ترانه «غم غفلت» را منتشر نمود که به آهنگسازی بهروز صفاریان و شاعری بیدل دهلوی در استودیوی شخصی بهروز صفاریان ضبط شده بود.

#### زائر بهار
او در اسفند ۱۳۹۱ برای نوروز ۱۳۹۲ تک‌آهنگ «زائر بهار» را منتشر کرد. شعر این ترانه از شعرهای حافظ شیرازی است که علاوه بر حال و هوای نوروزی، گذری هم بر حرم علی بن موسی الرضا و زائران آن دارد.

#### امیر میخانه
اصفهانی در رمضان و مرداد ۹۲ تک‌آهنگ امیر میخانه را که برای علی بن ابی‌طالب خوانده بود به رئیس‌جمهور حسن روحانی تقدیم کرد. شاعر این آهنگ میرزا حبیب خراسانی و آهنگ‌ساز آن نیز محمدرضا چراغعلی است.

#### زرین کلاه
اصفهانی در ۱۲ بهمن ۹۲ ترانه زرین کلاه را که توسط خود آهنگسازی شده و با سنتور و تنظیم مجید اخشابی درست شده را منتشر نمود.

#### وصل و هجران
اصفهانی باز برای نوروز و این بار در سال ۹۳ تک‌آهنگ دیگری به نام وصل و هجران را در ۱۲ اسفند ۹۲ منتشر نمود. او این قطعه را سال‌ها پیش در استودیو پژواک ضبط نموده‌بود. صدابرداری اثر از مهدی اردستانی، سنتور از مجید اخشابی، تنبک آن نیز از همایون شجریان بود و اشعار آن نیز از مولانا بود.

#### بهانهٔ تو
بهانهٔ تو یا یاد تو، نام ترانه‌ای دیگر از اصفهانی است که با موسیقی غلام‌رضا صادقی و شعر سیاوش انور در خرداد ۱۳۹۳ منتشر شد. نماهنگ تصویری این آهنگ، با نام یاد تو نیز در سالروز تولد حجت بن حسن در صدا و سیما رونمایی شد.

#### سفر
سفر نام یکی دیگر از تک‌آهنگ‌های اصفهانی است که در ۲۰ مهر ۱۳۹۳ از وبگاه رسمی ایشان منتشر شد. شعر آن از فیض کاشانی بوده و آهنگسازی آن نیز از خود محمد اصفهانی است.

#### داغ نهان
داغ نهان نام یکی دیگر از تک‌آهنگ‌های محمد اصفهانی است که در ۱۶ آبان ۱۳۹۶ منتشر شد. شعر آن از عبدالجبار کاکایی بوده و آهنگسازی آن را نیز فرید سعادتمند انجام داده است. داغ نهان قطعه‌ای مذهبی در رابطه با محرم است.